# Anna Maria Picarelli
Anna Maria Picarelli est une footballeuse et entraîneuse italienne-américaine, qui était une membre de l'Équipe d'Italie féminine de football de 2008 à 2009. Après sa retraite en 2014, elle est devenue l'entraîneuse-adjoint de l'équipe de football féminin de l'Université Simon Fraser au Canada.